# Hysterochelifer proprius
Hysterochelifer proprius är en spindeldjursart som beskrevs av Clarence Clayton Hoff 1950. Hysterochelifer proprius ingår i släktet Hysterochelifer och familjen tvåögonklokrypare. Inga underarter finns listade i Catalogue of Life.